# Prisoner of Society
Prisoner of Society is de tweede single van de Australische psychobillyband The Living End van hun gelijknamige debuutalbum. Het nummer is geschreven door gitarist/leadzanger Chris Cheney. Het is kenmerkend aan zijn intro en snelle gitaarsolo.

## In Australië
Na de release in Australië (1999) groeide het nummer meteen uit tot een superhit. Het werd de best verkochte single van de jaren 90 en stond 69 weken in de ARIA Top 50. In het Westen kreeg het nummer bekendheid door deelname in de soundtrack van Guitar Hero: World Tour. Zowel op gitaar en op basgitaar is het daar een van de moeilijkste nummers, mede door de gitaarsolo van Cheney en de snelle galopperende baslijn van Scott Owen (eigenlijk contrabas).